# Lollands historie
Lollands historie er fortællingen om udviklingen på Lolland siden oldtiden og dermed både om de forhold, som øen har tilfælles med hele Danmarks historie, og de forhold, der er særlige for øen i forhold til det øvrige Danmark. Mange af forholdene og begivenhederne har dog også påvirket naboøen Falster, sådan at Lollands og Falsters historie på en række områder minder stærkt om hinanden.
En række forhold har præget Lollands historie på godt og ondt i tidens løb:
1. Lollands jord hører sammen med Falsters til den mest frugtbare jord i riget, så man her har kunnet dyrke jorden mere intensivt end andre steder allerede i middelalderen, og med held kunnet dyrke særlige afgrøder. I nyere tid gælder det især sukkerroerne, som har sat et markant præg på øens befolkning, erhvervsliv og kulturlandskab siden 1870'erne
2. Øen er samtidig meget flad, og meget af jorden har traditionelt været vandlidende. De sumpede områder medførte tidligere, at malaria - i gamle dage kendt som "lollandsk syge" - var en plage for befolkningen, og øen er blevet hårdt ramt af oversvømmelser, mest berygtet under stormfloden 1872. Digebyggeri og landindvinding har derefter været en vigtig del af kulturlandskabet, og i dag er klimasikring af byer og landområder et vigtigt tema
3. Beliggenheden ved Østersøen har givet gode muligheder for handel og udveksling allerede i oldtiden. Først fra 1200-tallet er øen blevet fuldt integreret i det danske kongerige, hvor den tidligere har været præget af en intensiv udveksling med venderne. I 1600-tallet kom den svenske hær over isen fra Langeland til Lolland og anrettede store ødelæggelser på øen, og i 1800- og 1900-tallet bosatte mange polakker, der arbejdede i roemarkerne, sig på øen. Skibsbyggeri med Nakskov Skibsværft i spidsen har været en vigtig beskæftigelse, og i dag spiller Femern Bælt-forbindelsen og store havvindmølleparker en potentielt vigtig rolle for den fremtidige udvikling
4. Lolland har siden middelalderen været præget af mange store herregårde, hvor adelen har domineret øen i usædvanlig grad, bl.a. gennem vedtagelsen af Lollands Vilkår. Vornedskabet blev således først indført på Lolland, og landbefolkningen var efter landboreformerne præget af usædvanlig mange husmænd og landarbejdere.

## Oldtiden
Lolland har været befolket lige siden ældste stenalder med den såkaldte Hamburgkultur, som rummer de ældste registrerede fund af mennesker i Danmark omkring 12.000 år før vor tidsregning. På det tidspunkt var den nuværende Østersø en stor slette, hvor rensdyrjægere kunne vandre direkte fra det nuværende Nordtyskland til Lolland. Der er blandt andet fundet stenalderbopladser fra Hamburgkulturen og den efterfølgende Ahrensburgkultur på Sølvbjerghøj og Krogsbølle på Vestlolland.
Både Lolland og Falster er særdeles rige på fortidsminder fra oldtiden, især sten- og bronzealder. Det gælder blandt andet Frejlev Skov, hvor der er over 100 gravhøje og mere end 30 bautasten fra sten- og bronzealderen.
Fra den yngre stenalder, hvor man dyrkede landbrug, og bosættelserne blev mere permanente, kendes en række storstensgrave, hvor den mest imponerende nok er Kong Svends Høj nord for Pederstrup fra ca. 3.200 f.v.t., der rummer landets næststørste kammer fra denne tid. Fra bronzealderen kendes rundhøje som graven på Birket Bavnehøj, som er Lollands højeste punkt. Det er samtidig en af Danmarks største rundhøje og den største på Lolland. Fra jernalderens urolige tider kendes blandt andet forsvarsanlægget Hejrede Vold. Det mest bemærkelsesværdige gravfund fra jernalderen er dog nok Hobyfundet, der er en af Nordeuropas allerrigeste grave fra samme tid. Blandt andet fandt man i stormandsgraven et komplet romersk bordservice med to kostbare sølvdrikkebægre. Også møntskatten fra Tagesgård, der rummer ca. 110 romerske denarer og som blev gravet ned på en jernalderboplads ved Knuthenlund ca. år 200 e.v.t., vidner om direkte eller indirekte forbindelser til Romerriget. 
Fra vikingetiden kendes seks runesten fra Lolland, heriblandt Tirstedstenen, der med sine 2½ meter er en af Danmarks største runesten. Sølvskatten fra Duesminde sydvest for Maribo, eller rettere skattene, idet der er gjort fund på stedet ad to gange, stammer også fra vikingetiden. I 1960'erne blev en række sølvringe og en enkelt guldring fundet her, for sølvsmykkernes vedkommende formodentlig fremstillet i Volga-området. I 2002 blev der på samme mark fundet en enestående skat af 35 fornemme sølvbeslag fra Frankerriget, der kan have været krigsbytte eller løsepenge fra de frankiske klostre, hvor beslagene var blevet fremstillet mellem 825 og 875.
Handel med områder langt væk har spillet en vigtig rolle i oldtiden. Allerede i stenalderen blev der eksporteret flinteredskaber til Norge og Sverige af den blålige og meget fine flinttype, der kaldes Falsterflint, og som fandtes i rigelige mængder på både Lolland og Falster.  
Eksporten har givet grundlag for en relativt udviklet civilisation på Lolland. Også i bronzealderen spillede de sydligste danske øer en vigtig rolle langs handelsvejene over Østersøen. Et kuriøst eksempel herpå er, at Danmarks ældste kendte vindruekerne er blevet fundet tæt ved Rødbyhavn som et tydeligt tegn på forbindelser med mere sydlige områder, hvor vinavl har været udbredt.

## Middelalderen

### Befolkning
Det meste af Lolland var beboet ved indgangen til middelalderen. Et flere kilometer bredt bælte langs kystområderne ser dog ud til at have været ubeboet indtil halvvejs op i middelalderen, formodentlig på grund af faren fra vendiske sørøvere fra det nuværende Nordtyskland, der først ophørte i Valdemarstiden omkring 1200. Indtrykket af en relativt sen befolkningsvækst bekræftes af, at de fleste landsognekirker først er blevet opført i 1200-tallet eller endnu senere, hvilket er temmelig sent sammenlignet med de øvrige danske øer. Vandtransport var på dette tidspunkt ofte betydelig hurtigere end landtransport, og Østersøen har derfor fungeret som et bindeled snarere end en barriere. Lolland var derfor et udpræget grænseområde med mange både fredelige og krigeriske forbindelser til de vendiske områder, og flere stednavne på Lolland (f.eks. Kramnitse og Binnitse) med slavisk oprindelse vidner om vendisk bosættelse på øen. Bosættelserne har formodentlig fundet sted i 1000- og 1100-tallet, og befolkningen blev hurtigt assimileret.

### Religion og administrativ inddeling
Ved Middelalderens begyndelse blev kristendommen gennemført som religion i hele Danmark, hvilket blandt andet gav sig udslag i byggeriet af talrige kirker og fire klostre i løbet af middelalderen. Kristningen gav også anledning til en ny administrativ inddeling i sogne med hver sin kirke og præst. Lolland hørte i hele middelalderen og de efterfølgende århundreder indtil 1804 under Fyns Stift og dettes biskop. I senmiddelalderens kongelige forvaltning var øen opdelt i to len, der hver omfattede to af de allerede tidligere eksisterende herreder: Halsted Len (Ravnsborg Len) med herrederne Lollands Nørre og Lollands Sønder Herred, og Ålholm Len med herrederne Fuglse og Musse. Kongeborgene Ålholm ved Nysted, som fortsat i dag er en af Danmarks bedst bevarede middelalderborge, og Ravnsborg, som i dag blot fremtræder som et voldsted, var dermed de to knudepunkter for kongemagten på øen.

### Landbrug, herremænd og social struktur
Lolland rummer de mest lerholdige jorder i hele Danmark. Med deres høje kalkindhold var de allerede i middelalderen meget frugtbare og kunne give et stort høstudbytte, men har samtidig været tunge og hyppigt vandlidende, hvorfor de har været svære at dyrke for middelalderens agerbrugere. Et gammelt mundheld siger således, at "Lollands pløjning og helvedes pine får aldrig ende".:64  Som det eneste sted i kongeriget anvendte man på Lolland fra engang i middelalderen fire- eller femvangsbrug, så kun en fjerdedel eller femtedel af jorden lå brak hvert år mod en tredjedel andre steder på de danske øer. Ligeledes var det enestående, at man på Lolland ved siden af de sædvanlige afgrøder rug og byg også havde en betydelig produktion af hvede og ærter i middelalderen.
I middelalderen udviklede sig en social struktur, hvor enkelte gårde voksede sig større end de andre og efterhånden fik status som hovedgårde, ejet af en Herre, som kunne blive optaget i kongens hird og dermed være med til at forsvare riget. Til gengæld blev hovedgårdene modsat bøndergårdene fritaget for skat.:15ff  Dermed begyndte en adelsstand at skille sig ud i 1200-tallet. I de urolige tider efter Valdemar Sejrs død i 1241 søgte flere bønder ind under en herremands beskyttelse. Dette beskyttelsesforhold udviklede sig efterhånden til formynderskab, så selvejerbønderne blev fæstere. Udviklingen mod storgodser blev forstærket af den landbrugskrise, der begyndte i 1320'erne og varede resten af 1300-tallet.:34f  I høj- og senmiddelalderens Østdanmark var det efterhånden kongen, kirken og herremændene, der ejede næsten al landbrugsjorden. For Lolland gjaldt det specielle, at hverken kongen eller kirken ejede meget jord, og de adelige jordbesiddere blev helt dominerende. I 1446 lykkedes det den jordejende elite på Lollands landsting at få vedtaget særloven Lollands Vilkår, der styrkede godsejernes rettigheder og magt over bønderne. Lollands herremænd fik dermed stærkere privilegier end noget andet sted i Danmark.:15ff  Nogle af de lollandske storgårdsslægter blev meget indflydelsesrige, således Ahlefeldterne, der i 1300-tallet ejede Grimstrup ved Nørresø, og Gøye-slægten, der i 1400- og 1500-årene beklædte nogle af landets vigtigste embeder.:15ff 

### Købstæder og klostre
Der blev i alt grundlagt fire klostre på Lolland i middelalderen: Det første var Nysted franciskanerkloster fra 1286.:38  Benediktinerne grundlagde Halsted Kloster, der første gang nævnes i 1305, men er lidt ældre. Birgittinerordenen grundlagde Maribo Kloster i 1416, som blev et af landets betydeligste. Maribo Domkirke, som oprindelig var en del af klosteret, eksisterer stadig til minde om det. Endelig havde Helligåndsordenen et kloster i Nakskov, som skal være grundlagt i 1470, men er helt forsvundet i dag.
I Middelalderen voksede også øens fem købstæder frem. Den ældste er Nakskov, som i 1200-tallet blev en vigtig by med en betydelig størrelse. Et stort møntfund fra Gåsetorvet fra ca. 1400 vidner om handelens betydning for byen. Rødby skyldte sin købstadsstatus, at den blev udvalgt som overfartssted for den kongelige trafik til Holsten. Maribo var en ordinær landsby med navnet Skimminge, indtil birgittinerordenens kloster blev grundlagt der i 1416. Klosteret fik ved grundlæggelsen kongelig tilladelse til at anlægge en købstad i tilknytning dertil, der kunne forsyne klosteret og de mange pilgrimme, der besøgte det. Sakskøbing på nordkysten blev anlagt i 1200-tallet, hvor kongevejen fra Guldborg krydsede Sakskøbing Fjord og Å. Nysted er ligesom Maribo oprettet i tilknytning til et kloster, men blev først købstad i starten af 1400-tallet. Byen lå godt placeret for handel med Lybæk og Rostock, men var hæmmet af en besværlig indsejling.

## Fra Reformationen til Junigrundloven

### Landbruget
Landbruget i hele Danmark var fra ca. 1400 til sidst i 1700-tallet præget af det klassiske danske godssystem med en hovedgård beboet af herremanden omgivet af fæstegodset drevet af fæstebønder. Der var to hovedvarianter af godssystemet: Rentegodset (også kaldet fæstegårdssystemet), hvor hovedgårdens eget landbrug havde en beskeden størrelse, og godsejerens indtægter derfor først og fremmest bestod af landgilden fra fæstebønderne, og hovedgårdssystemet, hvor godsejerens hovedindtægt kom fra hovedgårdens egne afgrøder. For rentegodsets vedkommende havde godsejeren derfor en direkte interesse i, at hans fæstebønder var velstillede med en god økonomi, sådan at deres evne til at betale afgifterne til tiden ikke kom i fare. Under hovedgårdssystemet var godsejeren omvendt primært interesseret i fæstebøndernes arbejdskraft i form af hoveri på godsejerens egen jord, selvom udstrakt hoveri gjorde det sværere for bonden at drive sin egen fæstegård ordentligt. Rentegodset var den dominerende driftsform på Fyn og i Nørrejylland. I Sønderjylland fandtes begge driftsformer side om side, mens hovedgårdssystemet dominerede på Sjælland, Lolland og Falster. Det havde store konsekvenser for bondestandens vilkår i de forskellige landsdele, idet bønderne socialt og økonomisk var betydeligt bedre stillede i områderne, hvor rentegodset dominerede, end i områder som Lolland, der blev præget af hovedgårdssystemet.:23-24 
Ved Reformationen i 1536 blev alt kloster- og bispegods inddraget og overgivet til kongen. I den efterfølgende periode voksede herregårdenes arealer i størrelse, og der blev mere behov for arbejdskraft, som hentedes fra fæstebønderne. I middelalderen havde hoveriet ikke haft stort omfang, men det ændredes fra 1500-tallet og blev frem til 1700-tallet udvidet så kraftigt, at det blev et samfundsproblem. 1500-årene havde samtidig gode landbrugskonjunkturer, og det udmøntedes i store nye herregårdsanlæg. Et fremtrædende eksempel var det sengotiske Krenkerup ved Sakskøbing, opført af Mogens Gøye, der blev et af landets største og fornemste herresæder, og renæssanceherregården Berritsgaard.:19ff 

### Købstæderne
Lolland var sammen med Falster det sted i kongeriget, hvor købstædernes handelsprivilegier var mest gennemhullede. Det skyldtes, at fiskerlejer og bondegårde havde ret store rettigheder til selvstændig handel i forhold til resten af Danmark, og at godserne, som også havde handelsprivilegier, dominerede landområderne totalt. Dette blev en betydelig hæmsko for købstædernes vækst. Nakskov var den største by og klarede sig godt indtil slutningen af 1600-tallet. Målt på skattebetalinger bidrog Nakskov i perioden fra 1550 til 1658 lige så meget som alle de andre købstæder på Lolland-Falster tilsammen. Nakskov blev imidlertid ramt af en katastrofe under Svenskekrigene i 1600-tallet. Her blev Lolland invaderet af den svenske hær, der vandrede over isen fra Langeland til Lolland på sin vej mod København. Det gik hårdt ud over landsdelen, hvor mange gårde blev brændt ned og stod øde i en længere årrække, og skove fældet eller brændt.:178 :28ff  Nakskov blev to gange indtaget af svenskerne i henholdsvis 1658 og 1659, den anden gang efter en hård belejring, hvor en beskeden garnison holdt ud i 2½ måneder. Byen blev udplyndret og ødelagt af den svenske hær, og det varede mange årtier, før den overvandt begivenhederne.

### Enevældens lensadel
I 1660 blev enevælden indført, og den gamle fødselsadel mistede dermed sin politiske magt. En ny rangadel blev skabt i form af muligheden for at oprette majorater eller lensgodser med specielle regler for ejendommen: Godset var båndlagt, så det hverken kunne sælges, belånes eller deles ved arv. Det skulle således videregives udelt fra den ene besidder til den næste. En person, uanset om vedkommende var borgerlig eller adelig, men med tilstrækkelig stort gods kunne med kongens tilladelse oprette et sådant majorat. Afhængigt af størrelsen kunne det blive et grevskab, et baroni (friherreskab) eller et stamhus. Et majorat gav fordele i form af skattefrihed både for hovedgården og 300 tønder hartkorn bøndergods, ret til at udnævne præst, degn og dommer på godset, samtidig med at besidderen blev amtmand på sit eget gods, der dermed optrådte som en lille stat i staten. Med denne ordning kunne kongen skabe en loyal og stabil godsejerstand, der kunne varetage den lokale administration.:28ff 
På Lolland blev der i alt i de følgende knap 200 år oprettet 13 majorater - fire grevskaber, fem baronier og fire stamhuse, der kom til at dominere øen helt.:28ff  Mange af de nye grevskaber, baronier og stamhuse blev oprettet af den gamle danske adel, men andre af borgerlige, der havde gjort karriere, eller indvandrere fra Tyskland, der var trådt i de danske kongers tjeneste. Det gjaldt således Helmuth Otto von Winterfeld, der var i høj kurs hos Frederik III og Christian V, og som i 1671 blev friherre og 1673 oprettede Lollands første majorat, baroniet Vintersborg. Diplomaten, officeren og embedsmanden Christian Ditlev Reventlow, der tilhørte den gamle adel, oprettede grevskabet Christianssæde i 1729 og blev efterhånden landets største godsejer.:30ff 

### Administrativ inddeling og befolkningsudvikling
Lolland oplevede som resten af Danmark flere administrative reformer under enevælden. Ved amtsreformen 1662 blev de to hidtidige len omdøbt til amter, henholdsvis Halsted Klosters Amt og Ålholm Amt. Ved en efterfølgende amtsreform i 1793 blev de to amter lagt sammen med Nykøbing Amt, der omfattede Falster og de mindre øer Fejø, Femø og Askø, til Maribo Amt. I 1837 blev Lollands fem købstæder centre i hver sin købstadskommune, og i 1841 blev resten af øen inddelt i sognekommuner.
I 1803 fik Lolland og især Maribo en mere fremtrædende kirkelig placering, idet Lolland-Falsters Stift i 1803 blev udskilt fra Fyns Stift med virkning fra 1804 - det første nye stift i Danmark siden Middelalderen. Det nedlagte Maribo Klosters kirke, der senere havde fungeret som en almindelig bykirke, blev dermed forfremmet til domkirke. Fra 1842 boede biskoppen dog i Nykøbing Falster, i en bygning tegnet af Gottlieb Bindesbøll.
Befolkningstallet på Lolland menes at have stagneret i 1600-tallet, men igen at være steget i det følgende århundrede, først på landet. Vurderingen er dog usikker for tiden inden officielle folketællinger.

### Landboreformerne
Selvom Lollands jord var blandt den allerbedste og fedeste i hele Danmark, var hovedparten af 1700-tallets lollandske bønder alligevel forarmede som følge af herregårdenes dominans og det udbredte hoveri. Et enkelt år med misvækst kunne være ødelæggende for befolkningen, hvor mange måtte forlade deres gårde, fordi de ikke kunne betale skatterne.:52  En beskrivelse af Lolland fra 1776 fortalte, at øen var "...et af de frugtbareste af alle danske lande, men tillige med hensyn til den almindelige mands vilkår et af de allerfattigste". Vilkårene forværredes yderligere af den særlige malaria kaldet "lollandsk syge", som to tredjedele af øens befolkning led af omkring slutningen af 1700-tallet som følge af de mange sumpede steder og vandhuller på den flade ø, hvor malariamyg stortrivedes.:38-39 
I løbet af 1700-tallet blev de mulige gevinster ved landboreformer, der kunne øge landets velstand, ivrigt diskuteret i de ledende kredse, og lensgreve C.D.F. Reventlow blev udpeget til at stå i spidsen for de omfattende reformer, der blev gennemført sidst i 1700- og starten af 1800-tallet. Reformerne omfattede ophævelsen af stavnsbåndet, udskiftningen og dermed samlingen af den enkelte bondegårds marker, udfasningen af hoveriet, overgang fra fæsteri til selveje for bønderne, og indførelse af almindelig skolegang. Gennemførelsen tog dog mange årtier, og endnu omkring 1850 var der mange fæstebønder på Lolland. Jordreformerne øgede udbyttet, ikke mindst fordi braklægning blev begrænset til fordel for kløverdyrkning. Reformerne betød også, at godsejernes rolle som statens forlængede arm og deres magt over bønderne blev begrænset. Bøndernes arbejdskraft i form af hoveri på godserne forsvandt, og i stedet betjente godsejerne sig nu af husmænd og daglejere - en klasse af jordløse landboere, der voksede kraftigt op igennem 1800-tallet.:36ff  Allerede ved 1688-matriklen var der relativt flere husmænd på Lolland end i resten af landet, og efter udskiftningen overgik antallet af husmænd med jord på Lolland antallet af gårdmænd. Selve udskiftningen foregik oftest som en blokudskiftning, der kun efterlod meget få gårde tilbage i landsbyen. Landboreformerne ændrede dermed det bebyggede områdes udseende meget betydeligt.

## Efter junigrundloven
Tiden efter 1850 blev på Lolland præget af dels moderniseringen i landbruget og den begyndende industrialisering, der medførte omfattende samfundsforandringer, og dels det politiske opbrud med vedtagelsen af Junigrundloven i 1849 og dermed begyndelsen på et dansk folkestyre og begyndende politiske partidannelser i de følgende årtier.

### Befolkningsudvikling
Befolkningen i denne periode steg, men noget langsommere end i resten af landet. De mange herregårde med store jordarealer betød, at der var lidet jord til fordeling mellem bøndernes og husmændenes børn, og da kun nogle af disse kunne få arbejde i Lollands købstæder, udvandrede mange tusinde lollikker enten til hovedstaden eller til Amerika og Australien. Denne udvandring blev dog delvis opvejet af, at de store godser til gengæld importerede en del svensk og siden polsk arbejdskraft til øen. I 1911 udgjorde polakker således over en fjerdedel af samtlige landarbejdere på Lolland-Falster.

### Grundlov og godsejerstyre
Med grundloven af 1849 mistede godsejerne en del af deres juridiske myndighed. Det gjaldt deres amtmandsfunktion, birkeret, skiftejurisdiktion og kaldsret til de lokale kirker. Ligeledes blev retten til at oprette majorater afskaffet. Herregårdene og godsejerne besad dog fortsat en betydelig social og økonomisk magt i deres lokalområder. Økonomisk havde årtierne efter Napoleonskrigene, hvor Danmark mistede Norge, som havde aftaget mange danske landbrugsvarer, været en dårlig tid for landbruget. Men i 1830'erne startede kornsalgsperioden, som blev en langvarig højkonjunktur, ikke mindst for de store kornproducerende gårde og godser på Lolland. I 1840'erne blev byen Bandholm skabt og udviklet. Der blev blandt andet grundlagt et jernstøberi og et skibsværft, og en meget stor del af Lollands korneksport blev udskibet via Bandholm.:39f  Bandholm Havn var i denne periode Danmarks tredjemest korneksporterende havn efter København og Ålborg.
I 1850'erne og 1860'erne fik godsejerne større økonomiske incitamenter til at sælge deres fæstegods mod at kunne inddrage en del af det under selve hovedgårdens jord. Salgsindtægterne gav samtidig økonomisk kapital til nye investeringer, og de følgende årtier blev dermed en guldalder for godsernes økonomi. En lang række landbrugstekniske initiativer som dræning og mergling forbedrede landbrugsjorden, der ligeledes blev udvidet ved store landindvindingsprojekter som Saksfjed Inddæmning. En sidegevinst ved afvandingen og dræningen, der medførte et mindre fugtigt klima, var, at malariaen, der havde hærget øen i en grad, så den var kendt som lollandsk feber, stort set blev udryddet. Ligeledes blev infrastrukturen til transport og salg af landbrugsprodukterne afgørende forbedret ved nye havneanlæg og oprettelse af et jernbanenet, og mekanisering, blandt andet i form af damptærskeværker, forbedrede også landbrugets produktivitet.:40f 
Politisk havde godsejerne magten i Danmark fra 1866 til 1901 via en række Højre-regeringer, der støttede sig på kong Christian IX's velvilje og det godsejerdominerede landsting. Den lollandske lensbaron Otto Rosenørn-Lehn fra Orebygaard var udenrigsminister i hele 22 år fra 1870 til 1892 - en rekord, der aldrig er overgået.:40f 

### Sukkerroen - det hvide guld
Gennembruddet for jernbaner og dampmaskiner ændrede det internationale kornmarked fundamentalt fra omkring 1870. Billigt korn fra Rusland og USA kunne nu nemt importeres til Europa, hvilket blev afslutningen på kornsalgsperioden, og det danske landbrug reagerede de fleste steder ved at omstille sig til animalsk produktion og mejeridrift, og fra korndyrkning til foderafgrøder. På Lolland og Falster skete imidlertid en særlig udvikling, da der her opstod en stor produktion af sukkerroer og sukker, som er fortsat indtil i dag.:43ff 
Sukkerroedyrkningen gav et højt afkast, men krævede også både rigelig arbejdskraft og nye investeringer. I det første stykke tid blev der importeret arbejdskraft fra Sverige, der havde et stort landproletariat, men fra 1893 blev svenskerne erstattet af sæsonarbejdende polakker, såkaldte roepolakker, så der snart hvert år i sæsonen fra april til december arbejdede flere tusinde polske kvinder med den tunge jord i roemarkerne. De blev ofte indlogeret i særlige såkaldte polakkaserner, hvoraf Lungholms polakkaserne i Tågerup stadig står i dag, indrettet som museum for de polske roearbejdere. Roedyrkningen medførte også byggeriet af fire sukkerfabrikker i Holeby (1872), Nakskov (1883), Maribo (1896) og Sakskøbing (1910), hvoraf Nakskov Sukkerfabrik som den eneste fortsat virker med sit oprindelige formål. Højbygaard Sukkerfabrik i Holeby, der var Danmarks første, blev i 2007 kåret som et af Danmarks 25 industriminder.:43ff 
Udover sukkerfabrikkerne blev der bygget en række lokale saftstationer og et vidtforgrenet net af særlige smalle jernbaner, roebaner, der transporterede sukkerroerne til fabrikken. Da dette jernbanenet var på sit højeste, var der i alt 600 km roebaner på øen.:43ff 
Især de store godsejere var begunstiget af den økonomiske fremgang fra først kornsalget og siden sukkerroerne.:43ff  De gode tider gav sig også udslag i et omfattende nybyggeri af både drifts- og hovedbygninger hos "det store hartkorn", som godserne blev kaldt. Nutidens lollandske herregårdsbygninger er fra anden halvdel af 1800-tallet mere end fra nogen anden periode. Her blev bl.a. opført en række slotslignende hovedbygninger med tårne og spir som Pederstrup, der i 1860'erne blev ombygget i fransk chateau-stil, og Orebygaard fra 1872 i rosenborgstil.:43ff 

### Industrialisering og mekanisering
Selvom sukkerproduktionen og den medfølgende infrastruktur var et fremtrædende træk ved industrialiseringen og moderniseringen på Lolland, var den ikke det eneste. Lollands første jernbane, der blev åbnet i 1869, var Maribo-Bandholm Jernbane, der forbandt Maribo med sin udskibningshavn. I 1874 åbnede Lollandsbanen, dvs. jernbanen mellem Nakskov over Maribo og Sakskøbing til Nykøbing Falster med en sidebane, der forbandt Maribo og Rødby. Rødbybanen blev i 1912 forlænget til den nyanlagte havneby Rødbyhavn. Lollandsbanen medførte blandt andet, at Søllested udviklede sig til en regulær stationsby med forretninger, håndværksvirksomheder, hotel og kro. Ligeledes voksede Holeby til en stations- og industriby efter anlæggelsen af sukkerfabrikken, hvilket blandt andet førte til grundlæggelsen af Holeby Maskinfabrik.
Også en række andre transportmuligheder opstod i perioden. Danmarks første rutebil kørte imellem Nysted og Nykøbing fra 1903 til 1906. En jernbane mellem de samme to byer blev anlagt i 1910. Samtidig fik byerne efterhånden etableret gasværker, elværker og vandtårne.
Nakskov var Lollands største og mest industrialiserede by. Tre typer industrivirksomheder kom til at præge byen og dens beskæftigelse i perioden frem til 1. verdenskrigs slutning: Fabrikker, som bearbejdede det omliggende landbrugs produkter med Nakskov Sukkerfabrik, Nordens største af sin art, som flagskibet; maskinfabrikker og jernstøberier, som leverede varer til landbrug og transport i regionen, og endelig det store Nakskov Skibsværft, som blev oprettet i 1916 og hurtigt blev Danmarks næststørste værft.

### Stormfloden i 1872
I november 1872 blev Lolland og Falster ramt af en naturkatastrofe i form af stormfloden 1872, den største stormflodskatastrofe i Danmark i nyere tid. Vandet steg indtil 3½ meter over normal vandstand, så kystdigerne blev oversvømmet. Rødby Fjord og Nakskov Fjord, der normalt lå 8 km fra hinanden på det smalleste sted, blev forenet i ét stort vandområde. Mange menneskeliv og store værdier gik tabt. Alene på Lolland og Falster druknede over 80 mennesker.
Katastrofen fik et vigtigt efterspil, idet Rigsdagen året efter vedtog en særlig lov om digebyggeri på Lolland-Falster. Den gav statsstøtte til at bygge nye diger på de to øer, hvilket medførte anlægget af såvel det falsterske som det lollandske dige. Lollandsdiget havde en højde på knap 5 meter over dagligt vande og var 63 km langt. Det er dermed Danmarks længste dige. Bag det nye dige blev et omfattende inddæmningsarbejde påbegyndt, der medførte en betydelig ny landindvinding, først og fremmest af den i dag helt tørlagte Rødby Fjord samt dele af Nakskov Fjord. Vedligeholdelsen af diget påhviler den selvstændige forening "Det lollandske Digelag", og der opkræves en særlig digeskat af ca. 7.000 lodsejere.

### Den lokale politiske udvikling
Den landsdækkende politiske udvikling fra 1848 og frem til 1. verdenskrig blev på Lolland ved de lokale valg afspejlet igennem først konkurrence mellem bondevenner og nationalliberale, der senere blev konfrontationer mellem Venstre og Højre. Fra omkring århundredskiftet deltog også Socialdemokratiet i valgkampene med stigende styrke.
Lolland var efter Folketingets oprettelse med grundloven i 1849 opdelt i tre valgkredse, Nakskovkredsen, Maribokredsen og Sakskøbingkredsen. I de to første kredse med de største byer klarede Højre sig relativt godt og vandt de fleste valg indtil århundredskiftet, mens Venstre havde overtaget i Sakskøbingkredsen. Ved folketingsvalget 1913 erobrede socialdemokraten Sophus Bresemann første gang mandatet i Nakskovkredsen, der fra dette tidspunkt blev en fast socialdemokratisk bastion. Bresemann fortsatte med at blive valgt til Folketinget, indtil han trak sig tilbage i 1935.

### Nakskovs kommunesocialisme
I 1906 blev Socialdemokratiet det største parti i Nakskov Byråd, og i 1913 fik det rent flertal. Partiets lokale leder Bresemann blev derpå i 1914 udpeget som den første socialdemokratiske borgmester i landet udenfor København. Under ham blev Nakskov et fremtrædende eksempel på den såkaldte kommunesocialisme med en række omfattende beslutninger i de kommende år, bl.a. afskaffelse af betaling for eksamensskolen, et omfattende skolebyggeri, herunder grundlæggelsen af Nakskov Gymnasium i 1918, sommerkoloni for underernærede børn, gratis skolebespisning og skoletandpleje, forbedret alderdomsunderstøttelse og iværksættelse af et storstilet boligbyggeri. Næsten alle de nuværende boligkvarterer i Nakskov er grundlagt i årene 1913-1920. Bresemanns arbejde gav Nakskov tilnavnet "Den rødeste by i det rødeste amt".

## Efter 1. verdenskrig

### Befolkningsudviklingen
I 1921 udgjorde befolkningen på Lolland ca. 83.000 personer. Den steg derefter svagt til 87.000 personer i 1945 - det højeste folketal på øen nogensinde. I efterkrigstiden er befolkningen imidlertid aftaget, så der i 2024 var 57.000 personer eller kun omkring to tredjedele af tallet 70 år tidligere. Hele den danske befolkning steg fra ca. 2,4 millioner indbyggere i 1901 til 4 millioner i 1945 (inklusive Sønderjylland, der blev en del af Danmark i 1920) og knap 6 millioner i 2024. Befolkningsudviklingen på Lolland har dermed siden kort efter 1. verdenskrig været præget af først nærmest stagnation og siden en ret kraftig tilbagegang, mens der har været en kraftig befolkningsvækst i det øvrige Danmark.

### Administrativ inddeling
Der var to store kommunalreformer i perioden, som begge medførte en centralisering i form af færre og større lokale administrative enheder. Kommunalreformen i 1970 formindskede antallet af kommuner fra 45 til ni, og Maribo Amt blev lagt sammen med det daværende Præstø Amt til den nye konstruktion Storstrøms Amt. Strukturreformen i 2007 reducerede yderligere antallet af kommuner på Lolland til 1½, idet de syv kommuner Nakskov, Maribo, Rødby, Ravnsborg, Rudbjerg, Holeby og Højreby sluttede sig sammen til den nye Lolland Kommune, mens Sakskøbing og Nysted Kommuner samt den del af Lolland, der indgik i Nykøbing Falster Kommune, sammen med hele Falster dannede den nye Guldborgsund Kommune. Samtidig blev Storstrøms Amt opløst på linje med de andre amter, og begge kommuner blev en del af den nye Region Sjælland (fra 2027 Region Østdanmark) med hovedsæde i Sorø.

### Infrastruktur
Depressionen i 1930'erne medførte flere store offentlige beskæftigelsesarbejder. Et af dem var anlæggelsen af Storstrømsbroen 1933-1937, der gjorde Falster og dermed Lolland landfast med Sjælland.:50  Ligeledes blev Guldborgbroen indviet i 1934.
Jernbanenettet på Lolland blev udbygget yderligere i mellemkrigstiden, således med Maribo-Torrig Jernbane (1924-1941) og Nakskov-Rødby Jernbane (1926-1953), men i efterkrigstiden gik udviklingen den modsatte vej, og en del lokaljernbaner blev igen nedlagt. Til gengæld blev vejnettet udbygget. I 1953 blev Fugleflugtslinjen, jernbane- og bilfærgeforbindelsen over Femern Bælt fra Rødbyhavn til Puttgarden på Femern indviet. Ruten blev hurtigt populær, fordi den medførte store tidsbesparelser for både vej- og jernbanetrafik mellem Skandinavien og det øvrige Nordeuropa. Åbningen medførte en række nye arbejdspladser i Rødbyhavn, der igen førte til en stigende befolkning i området. I 1975 åbnede færgeruten Spodsbjerg-Tårs mellem Langeland og Lolland. Såvel denne rute som Fugleflugtslinjen mistede imidlertid en del af sit kundegrundlag, da Storebæltsforbindelsen fra sidst i 1990'erne overtog en del af trafikken.

### Erhvervsudvikling
1900-tallets første halvdel så en betydelig nedgang i de store godsers økonomiske og politiske betydning. Med Systemskiftet i 1901 overgik regeringerne fra det godsejerdominerede Højre til bøndernes parti Venstre, der skiftevis med det senere udbryderparti Det Radikale Venstre og Socialdemokratiet kom til at danne regeringerne i de næste årtier. Med grundloven af 1915 mistede godsejerne deres privilegerede valgret til Landstinget, og i 1919 kom Lensafløsningen, der ophævede de tilbageværende otte majorater på Lolland. Majoraterne måtte betale en afgift til staten på 20-25 % af deres værdi og afgive en tredjedel af deres jord, der blev udstykket til husmandsbrug. I 1922 forhøjede den daværende Venstre-regering desuden beskatningen af de store landbrugsejendomme, og en samtidig lov om arveafgift ramte også de formuende godsejere. Depressionen i 1930'erne medførte høje toldmure og stop for udenlandsk arbejdskraft. 1929 blev således den sidste sæson, hvor de polske roepiger arbejdede på Lolland. Krisen forøgede det økonomiske pres på godserne, og mange af de store lollandske ejendomme skiftede ejere i perioden. Det tidligere så mægtige grevskab Christianssæde, som slægten Reventlow havde ejet i mere end 200 år, kollapsede således, og dets ejendomme blev spredt til mange nye ejere.:49ff 
1920'erne og 1930'erne var desuden præget af kriser og arbejdsløshed i byerhvervene. I 1930 var halvdelen af alle arbejdere i Nakskov arbejdsløse. Det medførte uroligheder. I maj 1931 opstod der gadekampe mellem demonstranter og politi, der havde forbudt 1. maj-demonstrationer. Hæren blev sat ind, der blev skudt mod demonstranterne, og ni demonstranter blev idømt fængselsstraffe. Affæren omtales sommetider som "Opstanden i Nakskov".
Lensafløsningen i 1919 gav anledning til oprettelse af en lang række nye husmandsbrug. I 1950'erne og 1960'erne betød mekaniseringen af landbruget imidlertid, at der blev behov for langt mindre arbejdskraft på landet. Nedgangen i især husmandsbrug og mindre landbrug fortsatte i 1970'erne og medførte en fortsat affolkning af landområderne. På Lolland valgte de fleste landbrug i 1960'erne og 1970'erne at satse på planteavl, primært korn og roer, og solgte kreaturerne fra. Fremover lagde hvede, byg og sukkerroer beslag på de fleste marker, men også raps og græsfrø fylder i landskabet. .:54f 
I 1980'erne var Nakskov Skibsværft, øens traditionelt største arbejdsplads, ikke længere konkurrencedygtigt, og skibsværftet lukkede helt i 1986. Det var katastrofalt for byen, selvom Vestas i 1999 oprettede en filial til produktion af møllevinger, der beskæftigede ca. 500 medarbejdere.
Lollands fysiske fremtoning blev fra 1920'erne præget af begyndende sommerhusområder, og i de større byer voksede parcelhuskvarterer op i efterkrigstiden. Turismens større betydning kunne ses i form af byggeriet af feriecenteret Lalandia i 1988 og i etableringen af Knuthenborg Safaripark i 1969, der efterhånden blev en turistattraktion med flere hundrede tusinde årlige besøgende. Ligeledes blev frilandsmuseet Middelaldercentret grundlagt i 1989, der er blevet anerkendt som et af de mest autentiske steder i Europa for middelalderen og en af de vigtigste attraktioner i området.
Centralisering af både offentlige og private arbejdspladser medførte efterhånden en række virksomhedslukninger. Således mistede Sakskøbing 100 arbejdspladser, da Sakskøbing Sygehus lukkede i 1984, og yderligere en række, da Danisco i 1991 lukkede byens sukkerfabrik, der i roesæsonen havde op imod 400 ansatte, for at centralisere produktionen i Nykøbing.

### Lolland efter 2000
Befolknings- og beskæftigelsestilbagegang fortsatte i årene efter 2000. Såvel landbrug som industri oplevede fortsat tilbagegang i beskæftigelsen. Derudover er en række offentlige arbejdspladser forsvundet, især som følge af større centralisering. Lolland Kommune er blevet en af Danmarks tyndest befolkede kommuner, fordi især den yngre befolkning er afvandret. Aldersfordelingen på øen er således præget af ældre årgange, og samtidig har øen fået større sociale problemer. En af grundene hertil er, at affolkningen har skabt lave boligpriser, som tiltrækker mindre resursestærke borgere udefra. Lollands problemer blev sat på spidsen i dokumentarserien På røven i Nakskov om syv familier i Nakskov med sociale og økonomiske problemer, der blev sendt på TV 2 i 2015 og fik landsdækkende opmærksomhed.
Den fremtidige udvikling forventes i høj grad at blive præget af anlæggelsen af Femern Bælt-forbindelsen, som under arbejdet i 2020'erne vil være Lollands største arbejdsplads. Fremtidsvisionerne for øen fremhæver mere langvarige positive effekter, når transporttiden til byer som Berlin og Hamburg forkortes væsentligt efter forbindelsens færdiggørelse. Det samme gælder transporttiden til København som følge af elektrificering og udbygning af jernbanen og byggeriet af en ny Storstrømsbro. Samtidig er Lolland en stor producent af grøn energi. Lolland Kommune blev således i 2021 opgjort til at være Danmarks grønneste energikommune på grund af en meget stor mængde vindmøller og solceller, og kommunen regner med, at fremtidige energikrævende virksomheder kan blive tiltrukket af denne grund.